# Ficinia gydomontana
Ficinia gydomontana är en halvgräsart som beskrevs av T.H.Arnold och Gordon-gray. Ficinia gydomontana ingår i släktet Ficinia och familjen halvgräs. Inga underarter finns listade i Catalogue of Life.